# Комета Джонсона

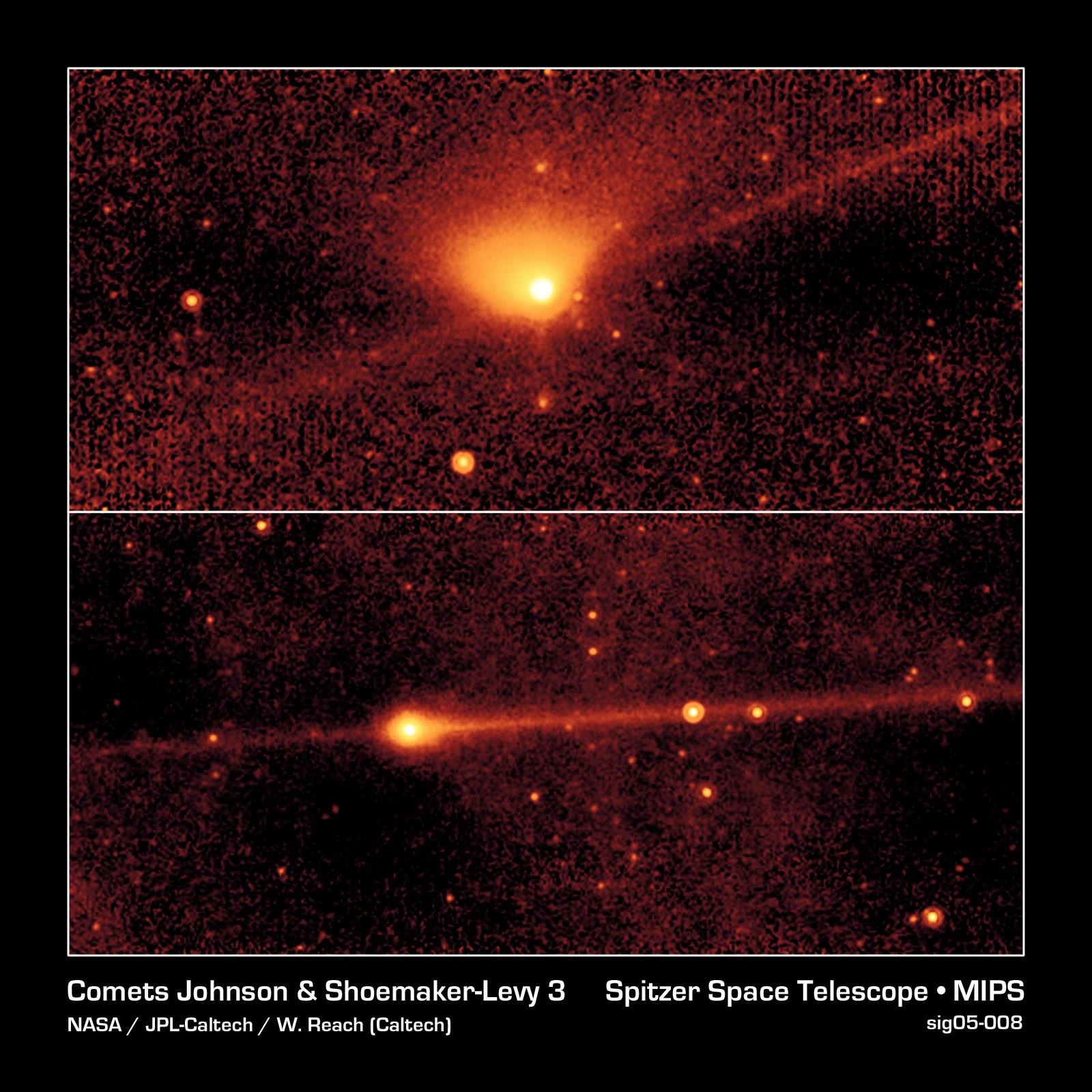
Комета Джонсона

Комета Джонсона, офіційне позначення 48P/Джонсона (48P/Johnson) — комета з сім'ї Юпітера, що була відкрита 24 серпня 1949 р. (пізніше виявлена на знімках від 15 серпня) південноафриканським астрономом Ернестом Леонардом Джонсоном (Йоганнесбург, ПАР).
Комета спостерігалася в усі свої повернення. В  перигелії вона не підходить до Землі ближче, ніж на 1,2 а.е. (179,5 млн  км), тому  блиск комети не перевищує 13  зоряної величини.
4 червня 2017 року комета C/2015 V2 (Джонсона) пройде на відстані 121 325 600 км від Землі 